# Campeonato Mundial de Natación de 2001
El IX Campeonato Mundial de Natación se celebró en Fukuoka (Japón) entre el 16 y el 29 de julio de 2001. Fue organizado por la Federación Internacional de Natación (FINA) y la Federación Japonesa de Natación. Participaron un total de 1.498 atletas representantes de 134 federaciones nacionales.

## Instalaciones
Se realizaron competiciones de natación, natación sincronizada, saltos, natación en aguas abiertas y waterpolo. Las instalaciones utilizadas por deporte fueron:
- Marine Messe (piscina provisional): natación y natación sincronizada
- Piscinas de la Prefectura de Fukuoka: saltos
- Centro Hakata-no-Mori: waterpolo masculino
- Complejo Acuático Nishi: waterpolo femenino
- Playa Momochi: natación en aguas abiertas

## Resultados de natación

### Masculino
| Evento                           | Oro                                                                   | Plata                                                                                                 | Bronce                                                                                         |
| -------------------------------- | --------------------------------------------------------------------- | --- | ---------------------------------------------------------------------------------------------- |
| 50 m libre (23.07)               | Anthony Ervin Estados Unidos 22,09 s                                  | Pieter van den Hoogenband · Países Bajos · 22,16 s                                                    | Roland Schoeman Sudáfrica Tomohiro Yamanoi Japón 22,18 s                                       |
| 100 m libre (27.07)              | Anthony Ervin Estados Unidos 48,33                                    | Pieter van den Hoogenband · Países Bajos · 48,43                                                      | Lars Frölander · Suecia · 48,79                                                                |
| 200 m libre (25.07)              | Ian Thorpe Australia 1:44,06 RM                                       | Pieter van den Hoogenband · Países Bajos · 1:45,81                                                    | Klete Keller Estados Unidos 1:47,10                                                            |
| 400 m libre (22.07)              | Ian Thorpe Australia 3:40,17 RM                                       | Grant Hackett Australia 3:42,51                                                                       | Emiliano Brambilla · Italia · 3:45,11                                                          |
| 800 m libre (24.07)              | Ian Thorpe Australia 7:39,16 RM                                       | Grant Hackett Australia 7:40,34                                                                       | Graeme Smith Reino Unido 7:51,12                                                               |
| 1500 m libre (29.07)             | Grant Hackett Australia 14:34,56 RM                                   | Graeme Smith Reino Unido 14:58,94                                                                     | Alexei Filipets · Rusia · 15:01,43                                                             |
| 50 m espalda (25.07)             | Randall Bal Estados Unidos 25,34                                      | Thomas Rupprath · Alemania · 25,44                                                                    | Matt Welsh Australia 25,49                                                                     |
| 100 m espalda (23.07)            | Matt Welsh Australia 54,31                                            | Örn Arnarson Islandia 54,75                                                                           | Steffen Driesen · Alemania · 54,91                                                             |
| 200 m espalda (27.07)            | Aaron Peirsol Estados Unidos 1:57,13                                  | Markus Rogan · Austria · 1:58,07                                                                      | Örn Arnarson Islandia 1:58,37                                                                  |
| 50 m braza (29.07)               | Oleg Lisogor · Ucrania · 27,52                                        | Roman Sludnov · Rusia · 27,60                                                                         | Domenico Fioravanti · Italia · 27,72                                                           |
| 100 m braza (24.07)              | Roman Sludnov · Rusia · 1:00,16                                       | Domenico Fioravanti · Italia · 1:00,47                                                                | Edward Moses Estados Unidos 1:00,61                                                            |
| 200 m braza (26.07)              | Brendan Hansen Estados Unidos 2:10,69                                 | Maxim Podoprigora · Austria · 2:11,09                                                                 | Koske Kitajima Japón 2:11,21                                                                   |
| 50 m mariposa (28.07)            | Geoff Huegill Australia 23,50                                         | Lars Frölander · Suecia · 23,57                                                                       | Mark Foster Reino Unido 23,52                                                                  |
| 100 m mariposa (26.07)           | Lars Frölander · Suecia · 52,10                                       | Ian Crocker Estados Unidos 52,25                                                                      | Geoff Huegill Australia 52,36                                                                  |
| 200 m mariposa (24.07)           | Michael Phelps Estados Unidos 1:54,58                                 | Tom Malchow Estados Unidos 1:55,28                                                                    | Anatoli Poliakov · Rusia · 1:55,28                                                             |
| 200 m cuatro estilos (26.07)     | Massimiliano Rosolino · Italia · 1:59,71                              | Thomas Wilkens Estados Unidos 2:00,73                                                                 | Justin Norris Australia 2:00,91                                                                |
| 400 m cuatro estilos (29.07)     | Alessio Boggiatto · Italia · 4:13,15                                  | Erik Vendt Estados Unidos 4:15,36                                                                     | Thomas Wilkens Estados Unidos 4:15,94                                                          |
| 4 × 100 m libre (22.07)          | Australia Michael Klim Ashley Callus Todd Pearson Ian Thorpe 3:14,10  | Países Bajos · Mark Veens · Johan Kenkhuis · Klaas-Erik Zwering · Pieter van den Hoogenband · 3:14,56 | Alemania · Stefan Herbst · Torsten Spanneberg · Lars Conrad · Sven Lodziewski · 3:17,52        |
| 4 × 200 m libre (27.07)          | Australia Grant Hackett Michael Klim William Kirby Ian Thorpe 7:04,66 | Italia · Emiliano Brembilla · Matteo Pelliciari · Andrea Beccari · Massimiliano Rosolino · 7:10,86    | Estados Unidos Scott Goldblatt Nate Dusing Chad Carvin Klete Keller 7:13,69                    |
| 4 × 100 m cuatro estilos (28.07) | Australia Matt Welsh Regan Harrison Geoff Huegill Ian Thorpe 3:35,35  | Alemania · Steffen Driesen · Jens Kruppa · Thomas Rupprath · Torsten Spanneberg · 3:36,34             | Rusia · Vladislav Aminov · Dmitri Komornikov · Vladislav Kulikov · Dmitri Chernichev · 3:37,77 |

- RM – Récord mundial.

### Femenino
| Evento                           | Oro                                                                                       | Plata | Bronce                                                           |
| -------------------------------- | ----------------------------------------------------------------------------------------- | --- | ---------------------------------------------------------------- |
| 50 m libre (29.07)               | Inge de Bruijn · Países Bajos · 24,47                                                     | Therese Alshammar · Suecia · 24,88 | Sandra Völker · Alemania · 24,96                                 |
| 100 m libre (25.07)              | Inge de Bruijn · Países Bajos · 54,18                                                     | Katrin Meißner · Alemania · 55,07 | Sandra Völker · Alemania · 55,11                                 |
| 200 m libre (27.07)              | Giaan Rooney Australia 1:58,57                                                            | Yang Yu China 1:58,78 | Camelia Potec · Rumania · 1:58,78                                |
| 400 m libre (29.07)              | Yana Klochkova · Ucrania · 4:07,30                                                        | Claudia Poll · Costa Rica · 4:09,15 | Hannah Stockbauer · Alemania · 4:09,36                           |
| 800 m libre (23.07)              | Hannah Stockbauer · Alemania · 8:24,66                                                    | Diana Munz Estados Unidos 8:28,84 | Kaitlin Sandeno Estados Unidos 8:31,45                           |
| 1500 m libre (28.07)             | Hannah Stockbauer · Alemania · 16:01,02                                                   | Flavia Rigamonti · Suiza · 16:05,99 | Diana Munz Estados Unidos 16:07,05                               |
| 50 m espalda (24.07)             | Heley Cope Estados Unidos 28,51                                                           | Antje Buschschulte · Alemania · 28,53 | Natalie Coughlin Estados Unidos 28,54                            |
| 100 m espalda (28.07)            | Natalie Coughlin Estados Unidos 1:00,37                                                   | Diana Mocanu · Rumania · 1:00,68 | Antje Buschschulte · Alemania · 1:01,42                          |
| 200 m espalda (26.07)            | Diana Mocanu · Rumania · 2:09,94                                                          | Stanislava Komarova · Rusia · 2:10,43 | Joanna Fargus Reino Unido 2:11,05                                |
| 50 m braza (27.07)               | Luo Xuejuan China 30,84                                                                   | Kristy Kowal Estados Unidos 31,37 | Zoe Backer Reino Unido 31,40                                     |
| 100 m braza (23.07)              | Luo Xuejuan China 1:07,18                                                                 | Leisel Jones Australia 1:07,96 | Ágnes Kovács · Hungría · 1:08,50                                 |
| 200 m braza (25.07)              | Ágnes Kovács · Hungría · 2:24,90                                                          | Qi Hui China 2:25,09 | Luo Xuejuan China 2:25,29                                        |
| 50 m mariposa (26.07)            | Inge de Bruijn · Países Bajos · 25,90                                                     | Therese Alshammar · Suecia · 26,18 | Anna-Karin Kammerling · Suecia · 26,45                           |
| 100 m mariposa (28.07)           | Petria Thomas Australia 58,27                                                             | Otylia Jędrzejczak · Polonia · 58,72 | Junko Onishi Japón 58,88                                         |
| 200 m mariposa (23.07)           | Petria Thomas Australia 2:06,73                                                           | Annika Mehlhorn · Alemania · 2:06,97 | Kaitlin Sandeno Estados Unidos 2:08,52                           |
| 200 m cuatro estilos (27.07)     | Martha Bowen Estados Unidos 2:11,93                                                       | Yana Klochkova · Ucrania · 2:12,30 | Qi Hui China 2:12,46                                             |
| 400 m cuatro estilos (22.07)     | Yana Klochkova · Ucrania · 4:36,98                                                        | Martha Bowen Estados Unidos 4:39,06 | Beatrice Câşlaru · Rumania · 4:39,33                             |
| 4 × 100 m libre (23.07)          | Alemania · Petra Dallmann · Antje Buschschulte · Katrin Meißner · Sandra Völker · 3:39,58 | Estados Unidos Colleen Lanne Erin Phenix Maritza Correia Courtney Shealy Reino Unido Alison Sheppard Melanie Marshall Rosalind Brett Karen Pickering 3:40,80 |                                                                  |
| 4 × 200 m libre (25.07)          | Reino Unido Nicola Jackson Janine Belton Karen Legg Karen Pickering 7:58,69               | Alemania · Silvia Szalai · Sarah Harstick · Hannah Stockbauer · Meike Freitag · 8:01,35                                                                      | Japón Maki Mita Tomoko Hagiwara Tomoko Nagai Eri Yamanoi 8:02,97 |
| 4 × 100 m cuatro estilos (29.07) | Australia Dyana Calub Petria Thomas Sarah Ryan Leisel Jones 4:01,50                       | Estados Unidos Natalie Coughlin Megan Quann Mary Descenza Erin Phenix 4:01,81                                                                                | China Zhan Shu Luo Xuejuan Ruan Yi Xu Yanwei 4:02,53             |

- RM – Récord mundial.

### Medallero
| Núm. | País           | Oro | Plata | Bronce | Total |
| ---- | -------------- | --- | ----- | ------ | ----- |
| 1    | Australia      | 13  | 3     | 3      | 19    |
| 2    | Estados Unidos | 9   | 9     | 8      | 26    |
| 3    | Alemania       | 3   | 6     | 6      | 15    |
| 4    | Países Bajos   | 3   | 4     | 0      | 7     |
| 5    | Ucrania        | 3   | 1     | 0      | 4     |
| 6    | China          | 2   | 2     | 3      | 7     |
| 7    | Italia         | 2   | 2     | 2      | 6     |
| 8    | Suecia         | 1   | 3     | 2      | 6     |
| 9    | Reino Unido    | 1   | 2     | 4      | 7     |
| 10   | Rusia          | 1   | 2     | 3      | 6     |
| 11   | Rumania        | 1   | 1     | 2      | 4     |
| 12   | Hungría        | 1   | 0     | 1      | 2     |
| 13   | Austria        | 0   | 2     | 0      | 2     |
| 14   | Islandia       | 0   | 1     | 1      | 2     |
| 15   | Costa Rica     | 0   | 1     | 0      | 1     |
| 15   | Polonia        | 0   | 1     | 0      | 1     |
| 15   | Suiza          | 0   | 1     | 0      | 1     |
| 18   | Japón          | 0   | 0     | 4      | 4     |
| 19   | Sudáfrica      | 0   | 0     | 1      | 1     |
|      | TOTAL          | 40  | 41    | 40     | 121   |

## Resultados de saltos

### Masculino
| Evento                          | Oro                             | Plata                                              | Bronce                                              |
| ------------------------------- | ------------------------------- | -------------------------------------------------- | --------------------------------------------------- |
| Trampolín 1 m (27.07)           | Wang Feng China 444,03 pts.     | Wang Tianling China 433,14 pts.                    | Alexandr Dobroskok · Rusia · 414,21 pts.            |
| Trampolín 3 m (24.07)           | Dmitri Sautin · Rusia · 725,82  | Wang Tianling China 717,27                         | Ken Terauchi Japón 712,38                           |
| Plataforma 10 m (29.07)         | Tian Liang China 688,77         | Alexandre Despatie · Canadá · 670,95               | Mathew Helm Australia 670,23                        |
| Trampolín 3 m sincro. (22.07)   | Peng Bo Wang Kenan China 342,63 | Joel Rodríguez · Fernando Platas · México · 338,49 | Alexandr Dobroskok · Dmitri Sautin · Rusia · 335,19 |
| Plataforma 10 m sincro. (26.07) | Tian Liang Hu Jia China 361,41  | Eduardo Rueda · Fernando Platas · México · 336,63  | Roman Volodkov · Anton Zajarov · Ucrania · 336,06   |

### Femenino
| Evento                          | Oro                                 | Plata                                                       | Bronce                                              |
| ------------------------------- | ----------------------------------- | ----------------------------------------------------------- | --------------------------------------------------- |
| Trampolín 1 m (23.07)           | Blythe Hartley · Canadá · 300,81    | Wu Minxia China 297,57                                      | Zhang Jing China 294,15                             |
| Trampolín 3 m (28.07)           | Guo Jingjing China 596,67           | Irina Lashko Australia 552,39                               | Yulia Pajalina · Rusia · 543,54                     |
| Plataforma 10 m (25.07)         | Xu Mian China 532,65                | Duan Qing China 522,54                                      | Loudy Tourky Australia 511,50                       |
| Trampolín 3 m sincro. (26.07)   | Wu Minxia Guo Jingjing China 347,31 | Yulia Pajalina · Vera Ilina · Rusia · 320,61                | Ditte Kotzian · Conny Schmalfuß · Alemania · 303,03 |
| Plataforma 10 m sincro. (22.07) | Duan Qing Sang Xue China 329,94     | Evgenia Olshevskaya · Svetlana Timoshinina · Rusia · 306,90 | Takiri Miyazaki Emi Otsuki Japón 297,00             |

### Medallero
| Núm. | País      | Oro | Plata | Bronce | Total |
| ---- | --------- | --- | ----- | ------ | ----- |
| 1    | China     | 8   | 4     | 1      | 13    |
| 2    | Rusia     | 1   | 2     | 3      | 6     |
| 3    | Canadá    | 1   | 1     | 0      | 2     |
| 4    | México    | 0   | 2     | 0      | 2     |
| 5    | Australia | 0   | 1     | 2      | 3     |
| 6    | Japón     | 0   | 0     | 2      | 2     |
| 7    | Alemania  | 0   | 0     | 1      | 1     |
| 7    | Ucrania   | 0   | 0     | 1      | 1     |
|      | TOTAL     | 10  | 10    | 10     | 30    |

## Resultados de natación en aguas abiertas

### Masculino
| Evento        | Oro                                  | Plata                               | Bronce                             |
| ------------- | ------------------------------------ | ----------------------------------- | ---------------------------------- |
| 5 km (17.07)  | Luca Baldini · Italia · 55:37        | Evgeni Bezruchenko · Rusia · 55:31  | Marco Formentini · Italia · 56:42  |
| 10 km (19.07) | Evgeni Bezruchenko · Rusia · 2:01:04 | Vladimir Diatchin · Rusia · 2:01:06 | Fabio Venturini · Italia · 2:01:11 |
| 25 km (20.07) | Yuri Kudinov · Rusia · 5:25:32       | Stéphane Gomez Francia 5:26:00      | Stéphane Lecat Francia 5:26:36     |

### Femenino
| Evento        | Oro                               | Plata                                   | Bronce                                  |
| ------------- | --------------------------------- | --------------------------------------- | --------------------------------------- |
| 5 km (17.07)  | Viola Valli · Italia · 1:00:23    | Peggy Büchse · Alemania · 1:00:49       | Hayley Lewis Australia 1:00:52          |
| 10 km (19.07) | Peggy Büchse · Alemania · 2:17:32 | Irina Abysova · Rusia · 2:17:47         | Edith van Dijk · Países Bajos · 2:17:52 |
| 25 km (20.07) | Viola Valli · Italia · 5:56:51    | Edith van Dijk · Países Bajos · 6:00:36 | Angela Maurer · Alemania · 6:06:19      |

### Medallero
| Núm. | País         | Oro | Plata | Bronce | Total |
| ---- | ------------ | --- | ----- | ------ | ----- |
| 1    | Italia       | 3   | 0     | 2      | 5     |
| 2    | Rusia        | 2   | 3     | 0      | 5     |
| 3    | Alemania     | 1   | 1     | 1      | 3     |
| 4    | Francia      | 0   | 1     | 1      | 2     |
| 4    | Países Bajos | 0   | 1     | 1      | 2     |
| 6    | Australia    | 0   | 0     | 1      | 1     |
|      | TOTAL        | 6   | 6     | 6      | 18    |

## Resultados de natación sincronizada
| Evento         | Oro | Plata | Bronce |
| -------------- | --- | --- | --- |
| Solo (19.07)   | Olga Brusnikina · Rusia · 99,434 pts. | Virginie Dedieu Francia 98,287 pts.                                                                                          | Miya Tachibana Japón 97,870 pts. |
| Dúo (20.07)    | Miya Tachibana Miho Takeda Japón 98,910 | Anastasia Davydova · Anastasia Ermakova · Rusia · 98,390                                                                     | Claire Carver-Dias · Fanny Letourneau · Canadá · 96,704                                                                                           |
| Equipo (21.07) | Anastasia Davidova · Irina Tolkacheva · Anna Shorina · Svetlana Petratchina · Anastasia Ermakova · Yelena Ovchinnikova · Elvira Jasianova · Yúliya Chestakovitch · Rusia · 98,917 | Yoko Yoneda Michiyo Fujimaru Chiaki Watanabe Emiko Suzuki Juri Tatsumi Satoe Hokoda Naoko Kawashima Saho Harada Japón 98,083 | Claire Carver-Dias · Catherine Garceau · Jessica Chase · Amy Caskey · Fanny Létourneau · Erin Chan · Lynn Johnson · Sara Petrov · Canadá · 97,453 |

### Medallero
| Núm. | País    | Oro | Plata | Bronce | Total |
| ---- | ------- | --- | ----- | ------ | ----- |
| 1    | Rusia   | 2   | 1     | 0      | 3     |
| 2    | Japón   | 1   | 1     | 1      | 3     |
| 3    | Francia | 0   | 1     | 0      | 1     |
| 4    | Canadá  | 0   | 0     | 2      | 2     |
|      | TOTAL   | 3   | 3     | 3      | 9     |

## Resultados de waterpolo
- Resultados del torneo masculino
- Resultados del torneo femenino

| Evento    | Oro      | Plata      | Bronce   |
| --------- | -------- | ---------- | -------- |
| Masculino | España · | Yugoslavia | Rusia ·  |
| Femenino  | Italia · | Hungría ·  | Canadá · |

## Medallero total
| Núm. | País           | Oro | Plata | Bronce | Total |
| ---- | -------------- | --- | ----- | ------ | ----- |
| 1    | Australia      | 13  | 4     | 6      | 23    |
| 2    | China          | 10  | 6     | 4      | 20    |
| 3    | Estados Unidos | 9   | 9     | 8      | 26    |
| 4    | Rusia          | 6   | 8     | 7      | 21    |
| 5    | Italia         | 6   | 2     | 4      | 12    |
| 6    | Alemania       | 4   | 7     | 8      | 19    |
| 7    | Países Bajos   | 3   | 5     | 1      | 9     |
| 8    | Ucrania        | 3   | 1     | 1      | 5     |
| 9    | Suecia         | 1   | 3     | 2      | 6     |
| 10   | Reino Unido    | 1   | 2     | 4      | 7     |
| 11   | Japón          | 1   | 1     | 7      | 9     |
| 12   | Canadá         | 1   | 1     | 3      | 5     |
| 13   | Rumania        | 1   | 1     | 2      | 4     |
| 14   | Hungría        | 1   | 1     | 1      | 3     |
| 15   | España         | 1   | 0     | 0      | 1     |
| 16   | Francia        | 0   | 2     | 1      | 3     |
| 17   | Austria        | 0   | 2     | 0      | 2     |
| 17   | México         | 0   | 2     | 0      | 2     |
| 19   | Islandia       | 0   | 1     | 1      | 2     |
| 20   | Costa Rica     | 0   | 1     | 0      | 1     |
| 20   | Polonia        | 0   | 1     | 0      | 1     |
| 20   | Suiza          | 0   | 1     | 0      | 1     |
| 20   | Yugoslavia     | 0   | 1     | 0      | 1     |
| 24   | Sudáfrica      | 0   | 0     | 1      | 1     |
|      | TOTAL          | 61  | 62    | 61     | 184   |